# Flörsheim-Dalsheim
Flörsheim-Dalsheim è un comune di 3 128 abitanti della Renania-Palatinato, in Germania.
Appartiene al circondario (Landkreis) di Alzey-Worms (targa AZ) ed è parte della comunità amministrativa (Verbandsgemeinde) di Monsheim.